# Banu Qaila
Banū Qaila war der vorislamische Oberbegriff für die Stämme der Banu Aus und Chasradsch, die später als Ansar, als die medinensischen Helfer Mohammeds bekannt wurden.
Die Aus und Chasradsch sollen nach zwei Brüdern benannt sein. Der Begriff Banu Qaila (Söhne der Qaila) geht auf ihre gemeinsame Ahnherrin, Qaila, zurück. Von den Arabern wurden die Banu Aus und Banu Chasradsch auch gemeinsam Banu Chasradsch genannt.

## Geschichte
Siehe Banu Chasradsch